# Willem Valk
Willem Johannes Valk més conegut com a Willem Valk, (Zoeterwoude, 22 d'octubre de 1898 - Bennebroek, 6 de novembre de 1977) va ser un artista dels Països Baixos, principalment escultor. També va ser nomenat l'escultor no oficial de la ciutat Groningen.

## Biografia
Willem Valk era el cinquè i el fill menor d'Hendrik Valk, un dissenyador i alumne de Koninklijke Van Kempen & Begeer. No va ser l'únic artista de la família, el seu germà Hendrik Valk jr. va ser un pintor famós. Per consell del seu pare va estudiar com a orfebre en la Reial Acadèmia de Belles Arts de la Haia, on es va graduar el 1919. Va realitzar a més a més un curs de modelatge i va treballar com a tallista de fusta a Amsterdam i La Haia. El 1921 es va traslladar a Groningen, on es va establir definitivament i va exercir com a docent durant 43 anys a l'Acadèmia Minerva, succeint a Johan Peddemors. En aquesta ciutat va realitzar moltes escultures.
Valk va ser per un breu temps membre del grup d'artistes De Ploeg, del que va ser tresorer, amb l'objectiu de proporcionar més col·laboració amb l'arquitectura en diversos edificis de ciutats i pobles, completament d'acord amb l'esperit de l'època. Després va estar relacionat amb els principis de l'Escola d'Amsterdam. També va ser membre del Cercle Neerlandès d'Escultors i de la Societat per a la Promoció de l'Arquitectura. Va treballar sota les ordres de l'arquitecte Siebe Jan Bouma, amb qui va mantenir una bona amistat i va col·laborar en l'execució dels dissenys de molts edificis a Groningen. Una altra aportació notable de Willem Valk, va ser la que va contribuir a l'embelliment de l'edifici De Faun, una antiga empresa d'assegurances d'Utrecht, dissenyat per A.R. Wittop Koning. El 1937 va ser durant algun temps aprenent de l'escultor francès Aristide Maillol.

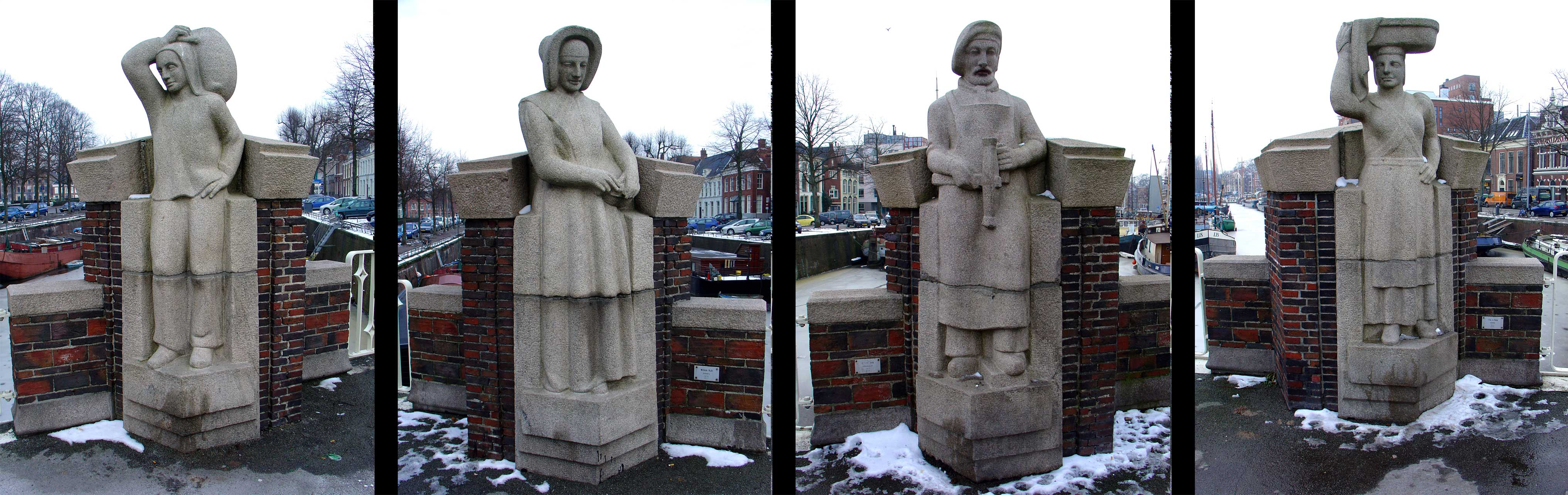
Estàtues del Pont Jagt

Durant la Segona Guerra Mundial Willem Valk va participar activament en la resistència en defensa dels artistes, el que significa que no va ser inclòs a la «Cambra de Cultura». Al començament de la Segona Guerra Mundial, Willem Valk va obtenir un contracte per a la construcció de quatre figures de mida natural per remodelar l'estètica del Pont Jagt. El 1943, estaven llestes les estàtues, però la guerra va impedir la seva col·locació fins a l'any 1951. L'any 1955 Willem Valk va rebre el Premi Cultural de la província de Groninga. El 1963 es va retirar a Bennebroek, després d'un atac al cor, junt a la seva esposa Ella Goodijk, germana de l'arquitecte Arjen Goodijk.

## Obres en espai públic de Groningen
- Relleus al Pont Natte (1921)
- Figura femenina (1927)
- Monument funerari de Jan Schaper (circa 1935), cementiri d'Esserveld)
- Ornaments a l'edifici De Faun (1938)
- Sint Maarten, Rodolphus Agricola i Bernlef (1940)
- Monument funerari de H. E. Blaaw (c. 1946), cementeri del Nord
- Monument de guerra (1948)
- Monument al cementi jueu (1950)
- Bust de Carl von Rabenhaupt (1972)

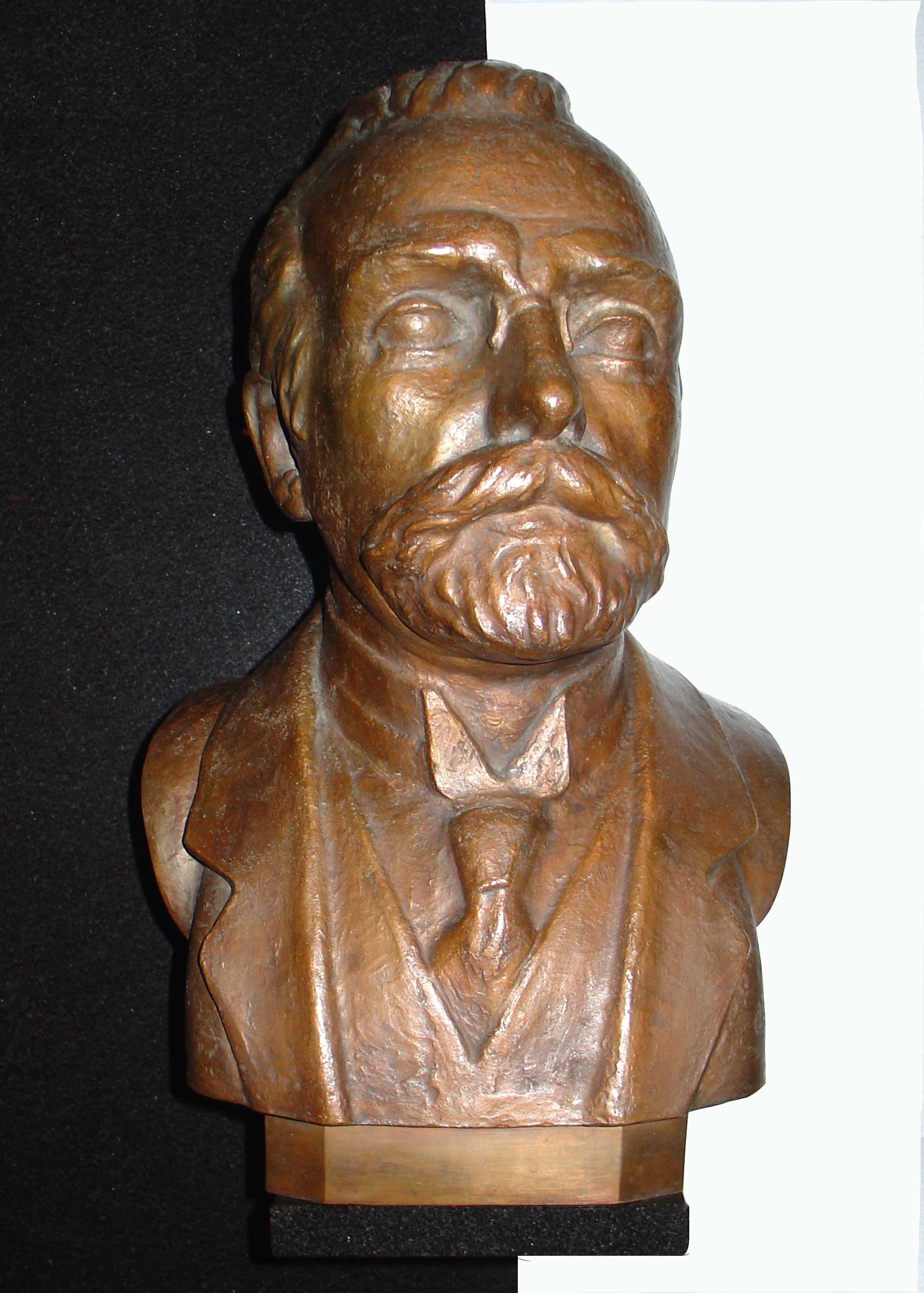
Bust de Geert Teis
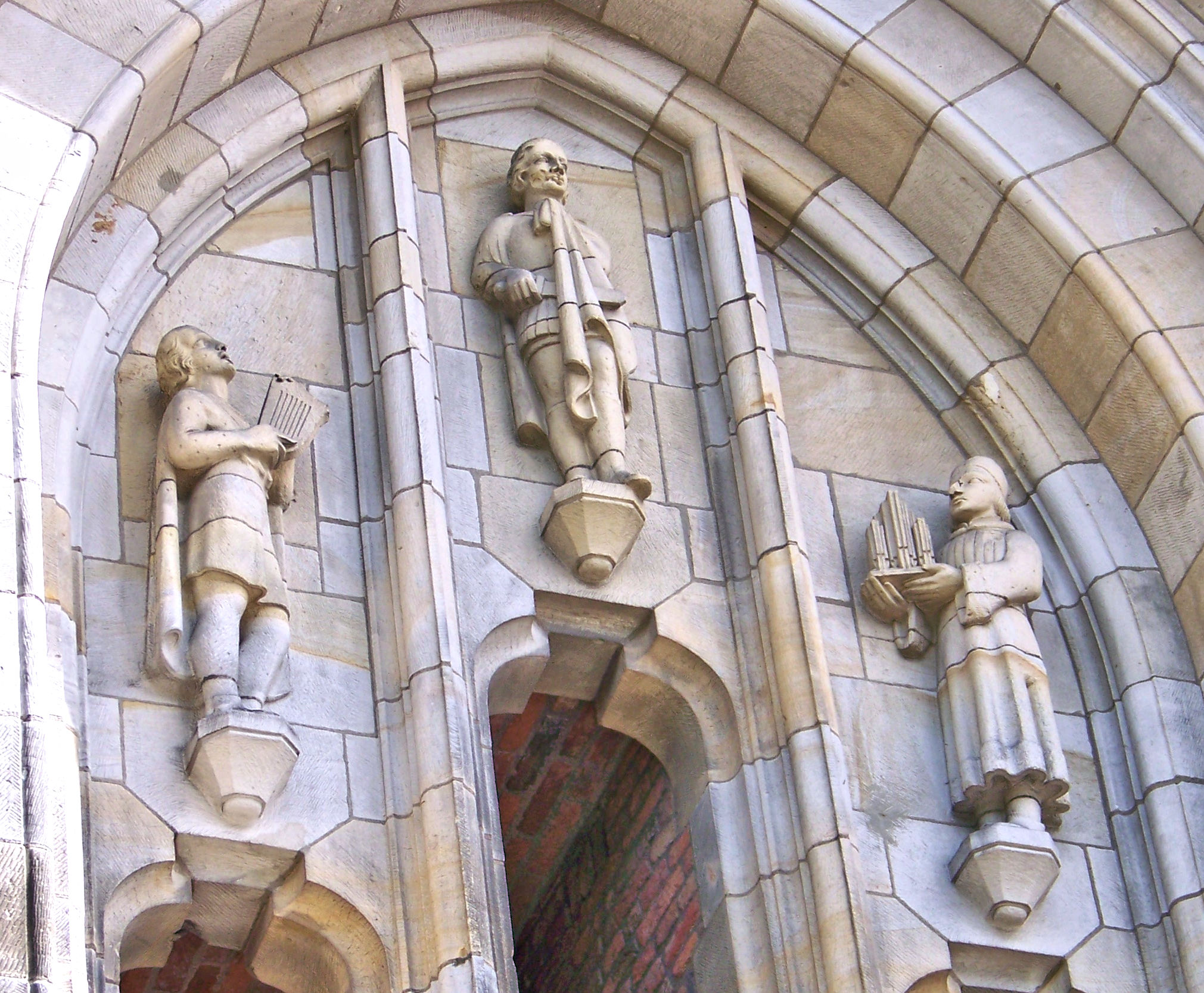
Sint Maarten, Rodolphus Agricola i Bernlef
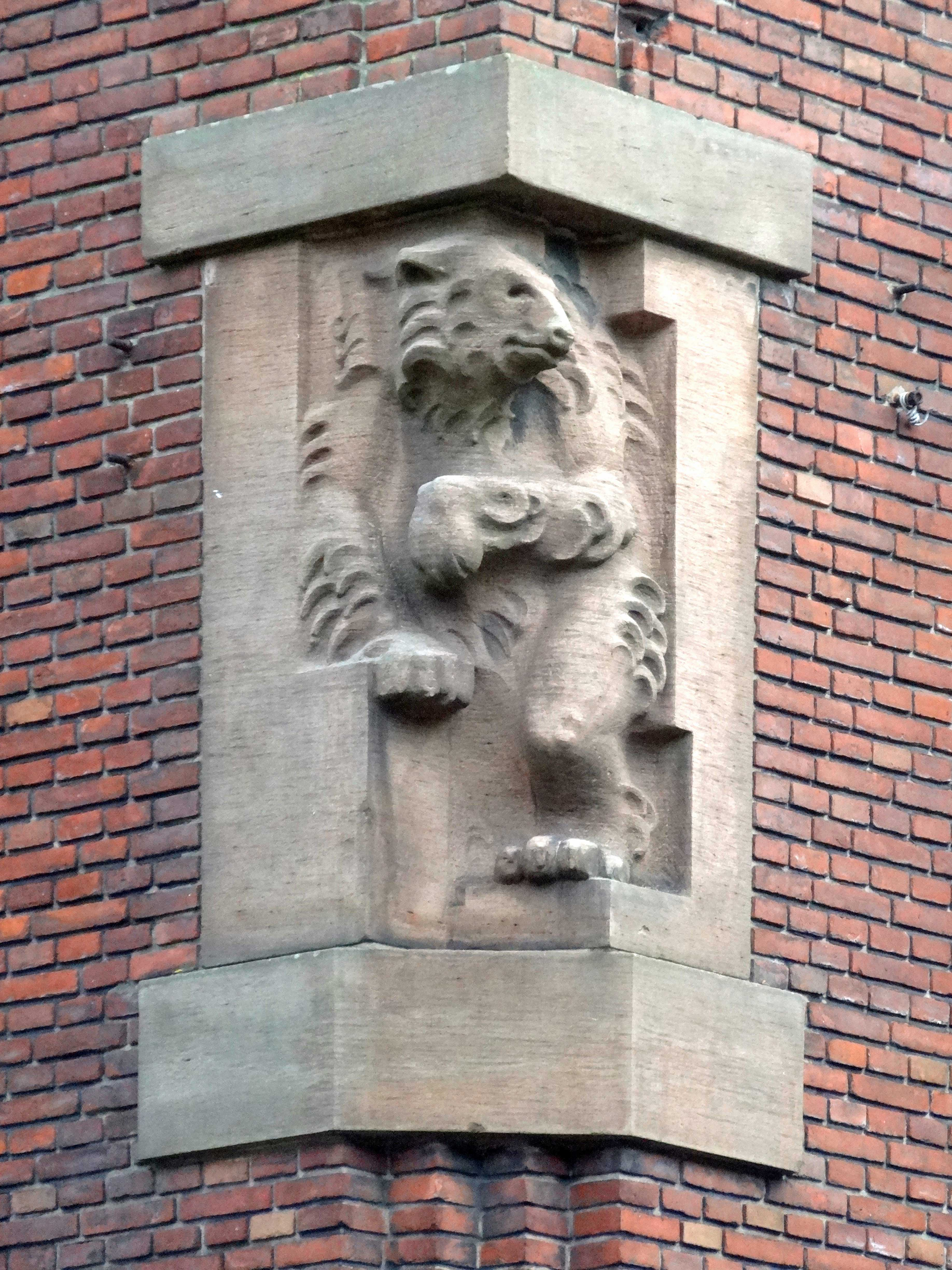
Relleu a un edifici de Groningen
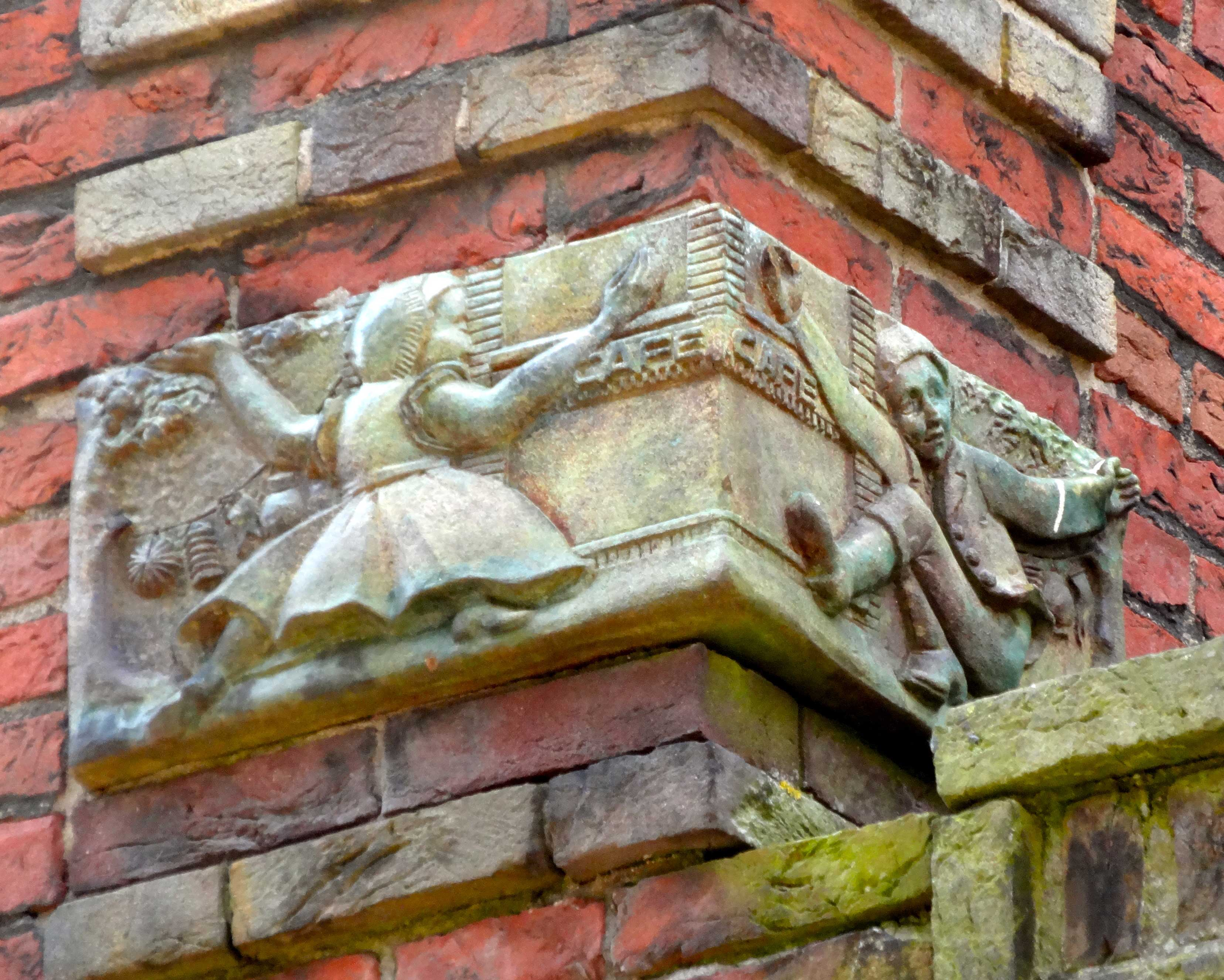
Un dels relleus a l'edifici De Faun